# Grafenberg Spot
Grafenberg Spot ist ein Pornofilm aus dem Jahr 1985 mit Star-Besetzung der achtziger Jahre.
Der Film enthält eine Blowjob-Szene, die unter Wasser gedreht wurde. Die US-amerikanische Erstveröffentlichung von 1985 enthält eine Szene mit Traci Lords. Als 1986 bekannt wurde, dass Lords bei Verfilmung von Grafenberg Spot noch minderjährig war, wurde diese Szene aus allen späteren US-amerikanischen Veröffentlichungen entfernt.

## Handlung
Der Film ist eine Mischung aus Aufklärungsspielfilm und einer Geschichte um das Liebesleben von Leslie (Ginger Lynn) und Michael. Der Grafenberg-Spot – nach Ernst Gräfenberg benannt – ist der G-Punkt oder die Gräfenberg-Zone. Bei diesem handelt es sich um eine erogene Zone in der Vagina, deren Existenz allerdings umstritten ist. Im Bereich der G-Zone liegt die weibliche Prostata, die, durch sexuelle Stimulation angeregt, Sekrete ausstoßen kann. Dieser Vorgang kann bei entsprechender Intensität einer Ejakulation ähnlich erscheinen; tatsächlich spricht man hier von weiblicher Ejakulation.
Dieses Phänomen erlebt Leslie (Ginger Lynn) seit einiger Zeit. Die Männer, mit denen sie zusammen lebt, kommen damit nicht klar. So ist auch Michael (Harry Reems) verunsichert. Durch mangelnde Aufklärung kommt es zur Trennung, da Leslie diese Art von Höhepunkten genießt, Michael jedoch nicht weiß, was ihm widerfährt. Leslie sucht Hilfe bei Dr. Reynolds (Annette Haven). Zwischendurch lenkt sich Michael mit diversen Sexabenteuern ab. Nachdem Leslie zwischendurch noch mit Johnny (John Holmes) zusammenkommt und Michael eine Episode mit Nina Hartley erlebt, kommt es schließlich zur finalen Aussprache. Die beiden versöhnen sich und es kommt zu einer Orgie.